# Koenraad (naam)
Koenraad is een mannelijke voornaam en een achternaam. Het vormt de samentrekking van koen ("moedig") en raad ("advies") en betekent letterlijk "de koene raadgever" en meer figuurlijk "de goede raadgever". De naam stamt uit het Oudhoogduits en de meest gebruikte Duitse vorm is Konrad. De gelatiniseerde vorm is Conradus. De verkorte variant van de naam is Koen. Oudere varianten zijn 'Konradijn' en 'Koenradijn'.
In Duitsland is de naam nog meer gebruikt geweest en heette iedereen 'Konrad' of 'Kunz'. Vandaar het spreekwoord 'Hinz und Kunz', wat we zouden vertalen als 'Jan, Piet en Klaas'.

## Personen met de naam Koenraad

### Heersers
- Koenraad de Grote (1098-1157), markgraaf van Meißen en Neder-Lausitz
- Koenraad de Rode (?-906), hertog van Lotharingen
- Koenraad de Staufer (?-1195), paltsgraaf aan de Rijn
- Koenraad van Bourgondië (ca. 924-993), koning van Bourgondië
- Konradijn van Hohenstaufen (1252-1268), koning van Napels, Sicilië en Jeruzalem
- Koenraad van Beieren (1883-1969)
- Koenraad van Franken (1074-1101), hertog van Neder-Lotharingen
- Koenraad van Glogau (ca. 1150-ca. 1185), hertog van Glogau
- Koenraad van Mazovië (ca. 1188-1247), hertog van Mazovië en Koejavië, Sieradz en Leczyca
- Koenraad van Monferrato (1144-1192), markgraaf van Monferrato en koning van Jeruzalem
- Koenraad van Proseck (?-1133), markgraaf van Brandenburg
- Koenraad van Tecklenburg (1493-1557), graaf van Tecklenburg
- Koenraad van Zutphen (ca. 1020-1055), hertog van Beieren

#### Koenraad I
- Koenraad I van Auxerre (?-899), graaf van Auxerre
- Koenraad I van Bohemen (ca. 1035-1092), hertog van Moravië-Znaim, Moravië-Brno en Bohemen
- Koenraad I van Brandenburg (ca. 1240-1304), markgraaf van Brandenburg
- Koenraad I van Franken (ca. 881-918), hertog van Frankenland en koning van Oost-Francië
- Koenraad I van Genève (930-963), graaf van Genève
- Koenraad I van Glogau (1230-ca. 1273), hertog van Silezië-Glogau
- Koenraad I van Karinthië (975-1011), hertog van Karinthië en markgraaf van Verona
- Koenraad I van Luxemburg (1040-1086), graaf van Luxemburg
- Koenraad I van Meranië (?-1159), hertog van Meranië en graaf van Dachau-Scheyern
- Koenraad I van Neurenberg (1186-1261), burggraaf van Neurenberg
- Koenraad I van Oels (ca. 1292-1366), hertog van Oels
- Koenraad I van Raabs (?-1143), burggraaf van Neurenberg
- Koenraad I van Thüringen (1206-1240), grootmeester van de Duitse Orde
- Koenraad I van Württemberg (eind 11e, begin 12e eeuw), heer van Wirtemberg
- Koenraad I van Zähringen (ca. 1090-1152), hertog van Bourgondië en Zähringen
- Koenraad I van Zwaben (?-997), hertog van Zwaben

#### Koenraad II
- Koenraad II met de Bult (ca. 1263-1304), hertog van Steinau en Żagań
- Koenraad II van Auxerre (9e eeuw), graaf van Auxerre
- Koenraad II van Genève (?-974), graaf van Genève
- Keizer Koenraad II (ca. 990-1039), koning/keizer van het Heilige Roomse Rijk
- Koenraad II van Karinthië (1003-1039), hertog van Karinthië en markgraaf van Verona
- Koenraad II van Luxemburg (1106-1136), graaf van Luxemburg
- Koenraad II van Mazovië (?-1294), hertog van Mazovië
- Koenraad II van Meranië (ca. 1155-1182), hertog van Meranië en graaf van Dachau-Scheyern
- Koenraad II van Moravië (?-1161), hertog van Moravië-Znaim
- Koenraad II van Raabs (ca. 1127-1191), burggraaf van Neurenberg
- Koenraad II van Württemberg (?-1143), heer van Wirtemberg
- Koenraad II van Zwaben (1172-1196), hertog van Zwaben
- Koenraad II Otto van Bohemen (ca. 1135-1191), markgraaf van Moravië, hertog van Bohemen, Moravië-Znaim, Moravië-Brno en Moravië-Olmütz

#### Koenraad III en hoger
- Koenraad III van Beieren (ca. 1054-1061), hertog van Beieren
- Koenraad III (Rooms-koning) (1093-1152), koning van het Heilige Roomse Rijk en Italië en graaf en koning van Bourgondië
- Koenraad III van Karinthië (?-1061), hertog van Karinthië en markgraaf van Verona
- Koenraad III Rudy (ca. 1449-1503), hertog van Mazovië
- Koenraad IV (Rooms-koning) (1228-1254), koning van het Heilige Roomze Rijk, koning van Jeruzalem en Sicilië en hertog van Zwaben

### Kerkelijke heersers en heiligen
- Koenraad van Babenberg (1115-1168), bisschop van Passau en aartsbisschop van Salzburg
- Koenraad van Urach (1165-1227), kardinaal
- Koenraad van Zwaben (bisschop) (?-1099), bisschop van Utrecht
- Koenraad I van Berg (?-1313), prins-bisschop van Münster
- Koenraad III van Wittelsbach (ca. 1120/1125-1200), aartsbisschop van Mainz en Salzburg
- Koenraad van Konstanz (900-975), heilige sinds 1123
- Koenraad van Parzham (1818-1894), heilig verklaard 1934

### Overig voornaam
- Koenraad Elst (1959), Vlaamse wetenschapper
- Koenraad Schwagten (1956), Belgisch medicus
- Koenraad Tinel (1934), Belgisch beeldhouwer en tekenaar

### Fictief
- Koenraad Prul, stripfiguur uit de wereld van Donald Duck

## Personen met de naam Coenraad
- Coenraad Lodewijk Walther Boer (1891-1984), Nederlands muziekpedagoog, musicoloog en dirigent
- Coenraad Bron (1937-2006), Nederlands informaticus
- Coenraad Kerbert (1849-1927), Nederlands bioloog en directeur van Artis
- Coenraad Kymmell (1863-1924), Nederlands kunstschilder
- Coenraad Alexander Verrijn Stuart (1865-1947), Nederlands econoom
- Coenraad Jacob Temminck (1778-1858), Nederlandse aristocraat en zoöloog
- Coenraad van Beuningen (1622-1693), Nederlands diplomaat, burgemeester en bewindhebber bij de VOC
- Coenraad van Haeringen (1892-1983), Nederlands taalkundige, neerlandicus en hoogleraar
- Coenraad van Heemskerk (1646-1702), adellijk persoon, secretaris en pensionaris van Amsterdam en gezant van de Republiek der Zeven Verenigde Nederlanden
- Coenradus Geerlings, schrijver van het Gelders volkslied